# Augé (Heure)
Pour les articles homonymes, voir Augé.
 (mai 2016).
Si vous disposez d'ouvrages ou d'articles de référence ou si vous connaissez des sites web de qualité traitant du thème abordé ici, merci de compléter l'article en donnant les références utiles à sa vérifiabilité et en les liant à la section « Notes et références ».
Augé (en grec ancien : Αὐγή / Augḗ) est la première lueur du jour, dans la mythologie grecque.

## Mythe
Elle est la fille de Chronos, d'après Nonnos de Panopolis[réf. nécessaire] — ou d'Hélios et de Séléné, d’après Quintus de Smyrne[Où ?] —. 
Elle a neuf ou onze sœurs selon les auteurs :
1. Anatolé ou Antolie, l'Aurore ou le Lever du Soleil
2. Musica ou Mousika, la Musique ou l'Heure de la musique et de l'étude
3. Gymnasia ou Gymnastika, la Gymnastique ou l'Heure du gymnase
4. Nymphé ou Nymphe, le Bain ou l'Heure des ablutions et du bain
5. Mésembria, le Midi
6. Spondé ou Sponde, les Libations versées après le repas
7. Élété ou Élète, la Sieste ou l'Heure de la prière
8. Acté (ou Cypris selon les versions), l'Après-Midi ou l'Heure du repas et du plaisir
9. Hespéris, le Soir
10. Dysis, le Crépuscule ou le Coucher du Soleil
11. Arctos (ou Chora), la dernière Lueur du jour